# ألبرت إتش. تريسي
ألبرت إتش. تريسي هو محامي وسياسي أمريكي، ولد في 17 يونيو 1793 في نورويتش في الولايات المتحدة، وتوفي في 19 سبتمبر 1859 في بوفالو في الولايات المتحدة. نشط حزبياً في الحزب الجمهوري الديمقراطي. وقد انتخب عضو مجلس ولاية نيويورك ‏ وانتخب عضو مجلس النواب الأمريكي ‏.